# Kévin Menaldo
Kévin Menaldo, né le 12 juillet 1992 à Bordeaux, est un athlète français, spécialiste du saut à la perche.

## Biographie
Demeurant à Cestas en Gironde, il découvre le sport tour à tour aux sections rugby, football, judo, de la commune, pour se fixer définitivement sur l'athlétisme. N'ayant pas de structure spécialisée pour la perche, il quitte le club de Cestas pour celui de la commune voisine de Pessac où l’entraînera pendant plusieurs années Philippe Dufraisse. Entré en section sport-étude du lycée de Talence, il est alors entraîné jusqu'en 2009 par Thierry Vigneron, responsable de la section perche.
En 2011, il rejoint le pôle de Clermont-Ferrand et sera entraîné par Damien Inocencio. Il est alors junior et gagnera son premier titre de champion de France en salle avec un saut à 5,05 m. Depuis 2012, il est pensionnaire de l’INSEP où l'entraîne Gérald Baudoin.
À Mersin, en battant son record personnel à 5,60 m, il remporte la médaille d'argent aux Jeux méditerranéens de 2013 derrière l'Italien Giuseppe Gibilisco.
Il continue depuis une progression régulière et se positionne comme le deuxième perchiste français derrière Renaud Lavillenie.
Le 21 décembre 2013, il améliore son record personnel lors de la Perche aux Étoiles, un meeting du Perche Élite Tour se disputant à Aulnay-sous-Bois. Lors du meeting Capitale perche d'Aubière le 11 janvier 2014, également affilié au Perche Élite Tour, il améliore à nouveau son record personnel pour le porter à 5,75 m, étant seulement battu par Renaud Lavillenie. Il réalise ainsi les minima pour les championnats du monde en salle de Sopot. Finaliste, il terminera 11e après avoir franchi 5,55 m.
Lors des Championnats d'Europe de Zurich de 2014, Kévin Menaldo se qualifie pour la finale du saut à la perche, en franchissant une première barre à 5,30 m, puis une autre à 5,50 m, toutes les deux réussies dès son premier essai. Avec quatre barres passées en cinq tentatives, Menaldo finit à une barre de 5,70 m qui lui permet de décrocher la médaille de bronze ex æquo avec Jan Kudlička. Cette performance correspond à sa première médaille dans des championnats professionnels.
Le 31 mai 2015, il remporte le concours de Forbach en 5,71 m puis améliore son record le 4 juillet 2015 à Paris lors du Meeting Areva avec 5,81 m. Le 22 août 2015, il se qualifie pour la finale des Championnats du monde de Pékin avec 5,70 m. En finale, il se classe sixième avec 5,80 m, échouant de peu à 5,90 m. 
Pour la saison hivernale, il effectue sa rentrée à Aulnay-sous-Bois avec 5,61 m. Il se classe troisième derrière Renaud Lavillenie (5,71 m) et Jérôme Clavier (5,61 m) mais devant Valentin Lavillenie (5,61 m). Le 23 janvier 2016, il porte son record personnel en salle à 5,77 m et obtient sa qualification pour les Championnats du monde en salle de Portland alors qu'il n'est pas sur élan complet. Il échoue par trois fois à 5,84 m et termine troisième du concours derrière l'Allemand Raphael Holzdeppe (5,84 m) et le Grec Konstadínos Filippídis (5,77 m). Le 2 février 2016, Menaldo est contraint d'annuler sa participation au meeting de Karlsruhe à cause d'une blessure à l'ischio droit et est incertain sur la suite de la saison.  
Le 26 juin 2016, Kévin Menaldo devient vice-champion de France avec un saut à 5,80 m, échouant par trois fois à 5,90 m. Il n'est devancé que par Renaud Lavillenie (5,95 m). Le 8 juillet, il ne franchit aucune barre en finale des Championnats d'Europe d'Amsterdam et est par conséquent non-classé.  
Kévin Ménaldo ouvre sa saison hivernale avec une barre à 5,41 m. Le 14 janvier 2017, il participe au meeting d'Orléans et franchit 5,65 m, pour terminer 2e du concours derrière le Grec Konstadínos Filippídis (5,73 m, WL). Il porte sa meilleure performance de la saison à 5,70 m deux semaines plus tard à Rouen, néanmoins battu par Thiago Braz da Silva (5,86 m) et Filippidis (5,70 m). Après avoir réussi 5,61 m à Clermont-Ferrand (barre d'entrée en concours), Ménaldo s'impose au meeting en salle de Paris le 8 février avec 5,72 m, avant d'échouer par 3 fois à 5,78 m.
Le 19 février 2017, il devient champion de France en salle avec 5,78 m (record personnel), réussissant par la même occasion les minima pour les Championnats d'Europe en salle de Belgrade. Lors de l'Euro, il prend une décevante 10e place avec 5,60 m.
Le 28 mai 2017, à Forbach, Ménaldo porte son record à 5,83 m, 3e meilleure performance mondiale de la saison. Le 16 juillet, il devient vice-champion de France à Marseille avec 5,70 m, battu par Renaud Lavillenie (5,80 m). Le 6 août, il échoue en qualifications des championnats du monde de Londres, ne réussissant que 5,45 m.
Le 25 février 2018, Kévin Ménaldo participe au All Star Perche de Clermont-Ferrand, dans le but de décrocher son billet pour les championnats du monde en salle de Birmingham. Cette place est également convoitée par Axel Chapelle, qui s'aligne aussi dans la compétition, mais seul un des deux la décrochera. Dans ce concours, qui est le plus relevé de l'histoire, Kévin Ménaldo bat son record personnel par deux fois, tout d'abord à 5,81 m puis 5,88 m. Mais Chapelle franchit 5,88 m également (record personnel). À ce stade, 7 athlètes sont encore en compétition pour 5,93 m (un exploit unique). Aucun des deux ne réussira la barre, et, au jeu des essais, Chapelle termine à la 4e place de la compétition remportée par Sam Kendricks (5,93 m) devant Renaud Lavillenie (5,93 m), alors que Menaldo doit se contenter de la 7e place. En conséquence, Menaldo manque sa qualification au profit d'Axel Chapelle.
Le 22 décembre 2018, il annonce mettre fin à sa carrière sportive à l'âge de 26 ans.
Il est demi-finaliste de la saison 4 de Ninja Warrior : Le Parcours des héros sur TF1 tournée en mars-avril 2019, puis diffusée en juillet de la même année.

## Palmarès
| Date | Compétition                    | Lieu             | Résultat | Marque  |
| ---- | ------------------------------ | ---------------- | -------- | ------- |
| 2011 | Championnats d'Europe juniors  | Tallinn          | 2e       | 5,50 m  |
| 2013 | Jeux méditerranéens            | Mersin           | 2e       | 5,60 m  |
| 2014 | Championnats du monde en salle | Sopot            | 11e      | 5,55 m  |
| 2014 | Championnats d'Europe          | Zurich           | 3e       | 5,70 m  |
| 2014 | Ligue de diamant               | Ligue de diamant | 5e       | détails |
| 2015 | Championnats du monde          | Pékin            | 6e       | 5,80 m  |
| 2016 | Championnats d'Europe          | Amsterdam        | finale   | NM      |
| 2017 | Championnats d'Europe en salle | Belgrade         | 10e      | 5,60 m  |
| 2017 | Ligue de diamant               | Ligue de diamant | 6e       | 5,63 m  |
| 2017 | DécaNation                     | Angers           | 2e       | 5,60 m  |

## Records
| Épreuve          | Épreuve   | Marque | Lieu             | Date            |
| ---------------- | --------- | ------ | ---------------- | --------------- |
| Saut à la perche | Plein air | 5,83 m | Forbach          | 28 mai 2017     |
| Saut à la perche | En salle  | 5,88 m | Clermont-Ferrand | 25 février 2018 |